# Беллинцона (футбольный клуб)
«Беллинцо́на» (итал. Bellinzona) — швейцарский футбольный клуб, расположенный в городе Беллинцоне. Клуб был основан в 1904 году и выиграл чемпионат Швейцарии в 1948 году. Ныне играет в третьей лиге Швейцарии.
«Беллинцона» находится в италоговорящем регионе, поэтому клубы итальянской Серии А отдают в аренду команде молодых игроков для получения игрового опыта.
«Беллинцона» получила право играть в Швейцарской Суперлиге после победы над клубом «Санкт-Галлен» со счётом 5:2 по сумме двух матчей в плей-офф за путёвку в Суперлигу в сезоне 2007/08. «Беллинцона» играла в высшей лиге в сезоне 2008/09 впервые с сезона 1989/90. Так как команда играла в финале Кубка Швейцарии сезона 2007/08, она получила право выступать в Кубке УЕФА 2008/09, где команда сначала обыграла армянский «Арарат», а во втором квалификационном раунде — украинский «Днепр», противостояние с которым завершилось с общим счётом 4:4. «Беллинцона» прошла далее по правилам гола на выезде, но в первом же раунде уступила «Галатасараю» с общим счётом 4:6.
После трёх сезонов в элите швейцарского футбола «Беллинцона» проиграла в стыковых матчах женевскому «Серветту» 2:3 по сумме двух матчей, и чемпионат 2011/12 она проводит в Челлендж-лиге.
По итогам сезона 2012/13 клуб занял второе место в Челлендж-лиге и была лишен семи очков из-за финансовых нарушений. Кроме того, швейцарская футбольная лига в июне 2013 года лишила клуб лицензии для выступления в Челлендж-лиге на следующий сезон, поэтому команда покинула дивизион.
В августе 2013 года после процедуры банкротства клуб был ликвидирован. Вернулся в швейцарский футбол в 2014 году, за четыре года сумел подняться до третьего дивизиона, стартовав с шестого. 

## Достижения
- Чемпион Швейцарии: 1947/48
- Финалист Кубка Швейцарии: 1962, 1969, 2008
- Победитель Первой лиги(Д4): 2017/18
- Победитель Межрегиональной лиги (Д5): 2015/16
- Победитель Региональной лиги (Д6): 2014/15